# 大阪弁
大阪弁（おおさかべん）は、大阪とその周辺で話される日本語の方言で、近畿方言（上方語、関西弁）の一種。ここでは大阪市を中心に大阪府北部（北摂）から兵庫県南東部（阪神間）にかけての旧摂津国の方言を取り上げるが、旧摂津国のうち神戸市とその周辺の方言は「神戸弁」を参照。また、大阪府のうち、旧河内国の方言は「河内弁」、旧和泉国の方言は「泉州弁」を参照。

## 概要
大阪府の方言は摂津・河内・和泉に大別され、特に泉南地方の方言が最も特異性が強い。大阪府内は大部分が大阪平野であり、大阪市を中心に人的交流が活発であるため、もともと他都道府県と比べると方言の地域差は小さく、伝統方言の衰退・変化が著しい現在では地域差よりも世代差の方が大きくなっている。兵庫県南東部も大阪府との間で交通網が発達していて人々の往来が盛んであり、方言の差はそれほど大きくない。楳垣実と岡田荘之輔は「府県別に方言区画を設定することには、どうしても無理がある」と述べている。神戸市の大部分も旧摂津国であるが、神戸市の方言はアスペクト表現「とる／とー」「よる／よー」や敬語表現「て（や）」など旧播磨国の方言（播州弁）との共通性があり、一線を画す。
近世には大坂は京都とともに上方文化の中心地として周辺地域に影響を与えた。名古屋弁研究家芥子川律治によると、近世後期には大坂の言葉が京都を経由して、あるいは京都への伝播とほぼ同時に、尾張にまで伝播していたことが判っている。近代以降は近畿地方の経済・文化（特にラジオ・テレビ放送）の中心地として大阪弁は近畿地方一円（場合によっては四国なども）に一層影響力を強め、漫才や喜劇といった大衆演芸を通じて全国的にも認知度が高まった。近年インバウンドの高まりに伴い、大阪や京都では東京と異なる日本語が使用されていることが海外でも認知されるようになった。
京都と同様に大阪では方言への愛着や自負心が強く、地元を離れた時やテレビに出た時にも大阪弁を使い続ける人が少なくない。一方で語彙面を中心に共通語化が進んでおり、他府県からの人口流入もあって大阪弁は変容し続けている。

## 地域差
大阪府側の摂津の方言について、山本俊治は次のように区分している。狭義の摂津方言が一般的に「大阪弁」とされる方言である。
- 摂津方言（広義）
  - 摂津方言（狭義） - 大阪市・豊中市・池田市・箕面市・吹田市
    - 北摂方言 - 能勢町西部[9]・旧止々呂美村・旧細河村

  - 三島方言 - 高槻市・茨木市
    - 淀川沿岸方言 - 三島郡（島本町・三島町）・旧鳥飼村・旧三箇牧村。京都方言の影響が見られる。

  - 能勢方言 - 豊能郡（豊能町・能勢町）。旧歌垣村には京都方言の、天王には丹波方言の影響が見られる。

以上の区画は1962年時点のものであり、その後、方言の地域差は縮小している。2009年、岸江信介は摂津・河内・泉北の言語類似度がかなり高いことを指摘し、それを踏まえて高木千恵は、大まかにいえば現代（21世紀初頭）の大阪府下には「大阪弁」（摂津・河内・泉北）と「泉州弁」（泉南）の二つの方言が存在することになるとした。
兵庫県阪神間の方言について、山本俊治は尼崎市・西宮市・川西市・伊丹市・宝塚市は大阪方言に、芦屋市は神戸方言に属すとした。鎌田良二は、1958年の調査で住吉川を挟んで敬語表現「はる」と「て（や）」の優勢が変わると突き止め、住吉川が大阪弁と神戸弁の境界をなすと報告している（その後、「はる」が優勢な地域は西へ拡大している）。なお、三田市も「て（や）」が優勢な地域である（2010年代の高年層への調査）。
なお、現在の大阪市にあたる地域に限っても、江戸時代から明治にかけては、地区や階層によって様々な言葉が存在していた。船場（町人）、島之内（芸人）、天満（役人＝江戸訛り）、天王寺（農民）、長町（スラム）、木津（市場商人）など。明治後期以降、大阪市電の路線網の充実化などによって市内各所の交流が活発になるにつれて、市内の言葉は均質化・簡略化していったという。

### 新町ことば
（参照：）
船場ことばが俗化したものが新町ことば（新町弁）である。井澤壽治によると、現在の一般的な大阪弁の原型で、船場の旦那衆が遊びに来て新町に船場ことばが入り、それが色街で芸妓の間で軟化されて大阪に広がったという。戦前の西区新町1～2丁目あたりは井原西鶴や近松門左衛門の描いた廓文化の香りを残す町であり、風習も文化も船場や天満とは違う「粋」が生活のなかにあった。

#### 語彙
- 「しはった」は、船場では「しなさった」、新町では「しはりました」となる。
- 言葉の下に「な」、「あ」、を付けて柔らかく表現する。それが街に出て商用語となると、男性でも丁寧な大阪弁を喋ると女房ことばになる。
- 男性が一人称に「わたい」を使う。
- 「そうだっか」の「っか」を省略して「そうだっ」となり、男性の商売人でも庶民的な言葉づかいとなる。本物の旦那衆は使わなかった。
- 芸妓になるような女子は色街特有の女ことばを用いた。「美味しいで」は「美味しいし」、「代わってくれ」は「代わっとう」になる。

例
- はよ、権八しなはれ（歌舞伎の白井権八の「待てとおとどめなされしは、拙者がことでござるかな」から）
- 船場のぼんさんに行かしまっせ（子供を叱る際の文句）
- 明けましておめでとうさんでございます
- ほどのええこと言うて（悪い意味での調子のいいこと）
- 来月は本家にご挨拶がてら、がてらに芝居にでも行きまひょか
- ぎょうさんお金撒いても、いばったらおしまいだす。やまこ張りもいきまへん。ボロはすぐ出ます。あかんたれほど法界悋気が強うて‥‥（井澤壽治の祖母が語った遊びの極意について。「やまこ」は、「はったり、虚勢」、「法界悋気」は度の過ぎた「へんねし（やきもち）」のこと。）
- しんねこ（真猫。熟練の遊び人は「しんねこ」と言い。四畳半で気に入った芸妓と二人でさしつさされつの後、そこまでになったらお茶屋遊びも卒業となる。）

### 阪神言葉
谷崎潤一郎の小説『細雪』に登場するこいさんのモデル、嶋川信子の証言によると、戦前の阪神間では「阪神言葉」または「芦屋言葉」と呼ばれる言葉が存在したという。
船場や島之内の富商が六甲東南麓に居宅を構えはじめた頃、阪神間には本格的な船場言葉を用いる人が多かった。そこへ東京からホワイトカラーが転勤で移ってきたり、地方出身で帝大出の婿養子を迎える家が増えたりした関係から、伝統的な上方言葉の柔らかさを保ちながら標準語の表現を取り入れた「阪神言葉」が若い女性を中心に生まれた。それがのちに大阪市中へも流れこみ、現在の関西共通語の母胎となったと推測される。
女性側から生まれた口語であったため、当然ながら「女」の世界を描く散文芸術に適していた。夙川・香櫨園を舞台にして谷崎潤一郎の『卍』が切りひらいた「はなしことば」文学の系譜は、やがて井上靖の『猟銃』や宮本輝の『錦繍』といった、有閑マダムの書簡体小説へと受け継がれることになる。阪神言葉こそ「関西弁の近代化」を担った市民言葉といえる。

## 音声

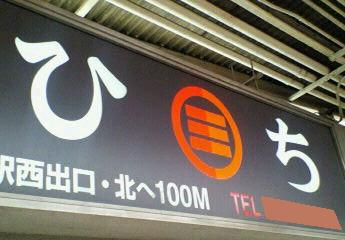
大阪市内の質屋の看板。

舌や唇などをあまり緊張させずに発音することが特徴である。特に高齢層では子音の発音が不明瞭になりやすく、サ行音のハ行音化（例：すみません→すんまへん、七→ひち）やザ・ダ・ラ行の混同（例：淀川の水→よろがーのみる、座敷→だしき。ただし紀州弁ほどではない）、半母音の脱落（例：泳ぐ→おーぐ、変わる→かーる）などが起こる。男性の荒い口調ではラ行音が巻き舌になりやすい。高齢層では語中のガ行鼻濁音が聞かれるが、中年層以下では衰退している。
子音と対照的に母音は明瞭に発音され、無声化が少ない。例えば「そうです」は「そーですー」のように語尾が伸びる。連母音の転訛はエイ→エーを除いて起こらないが、「見えた→めーた」「消える→けーる」のようなイエ→エーや、「蝿→はい」「迎えに行く→むかいにいく」のようなアエ→アイが起こることがある。1拍の日常語は「蚊→かー」「目→めー」のように長音化するが、「忙しいなー→いそがしなー」「関東煮→かんとだき（＝おでん）」のように本来長音のものが短くなることもある。ウは円唇後舌狭母音に近く発音される。
その他、イ・ウ段にア・ヤ行音が続く際の「日曜→にっちょ」「好きやねん→すっきゃねん」のような促音＋拗音化、他には「洗濯機→せんたっき」、「昨日→きんのー」「小便→しょんべん」「ゴミ箱→ごん箱」のような語中・語尾の撥音化、「何するねん→何すんねん」「電車に乗る→電車ん乗る」のような動詞のラ行音や助詞「に」の撥音化（ダ・ナ行音が続く場合）などが特徴的である。
アクセントは京阪式アクセントであり、大阪市内だけでなく大阪府全域でも地域差がほとんどないが、世代間での違いはかなり大きい（以下例）。
- 高年＝アノオトコ アレワ フネノ ナカニ アルト シンジテルミタイヤ（＝あの男は、あれは船の中にあると信じているようだ）
- 中年＝アノオトコ アレワ フネノ ナカニ アルト シンジテルミタイヤ
- 若年＝アノオトコ アレワ フネノ ナカニ アルト シンジテルミタイヤ

谷崎潤一郎は大阪弁の発音の印象を以下のように記している。

## 表現
以下にみられるのが大阪弁の表現の特徴である。一言に「関西弁」とまとめると大阪弁を指すことが多いが、京都や神戸方面では通じにくいものもある。
- 丁寧体には「です」と「ます」を用いるが、年配層では「です」の代わりに「体言＋だす」「体言＋でおます」「形容詞連用形ウ音便＋おます」を用いる（「おます」単体では「ある」の丁寧語）。丁寧体の後ろに終助詞が接続すると「す」が促音化・撥音化するのも伝統的な大阪弁の特徴である。「だす」「ます」「おます」は「す」が省略されることもある。
  - 例：ここが大阪城です、ここが大阪城だす、ここが大阪城だ、ここが大阪城でおます、ここが大阪城でおま
  - 例：行きます→行きま、行きますねん→行きまんねん、行きますがな→行きまんがな、行きますなあ→行きまんなあ、行きますえ→行きまっせ、行きますか→行きまっか、行きますやろ→行きまっしゃろ
- 五段活用動詞に否定の助動詞「へん」を接続させる場合、主に「ア段＋へん」と「エ段＋へん」の2形があるが、大阪弁では「エ段＋へん」が優勢である（同様の用法は名古屋弁にも見られる）。「ア段＋へん」が優勢な地域（京都や神戸など）では不可能を表すのに可能動詞の「エ段＋へん」を用いるが、大阪弁では通常の「エ段＋へん」との同音衝突を避けるため、可能動詞を使わずに「未然形＋れへん」を用いる（近年は京都でも「未然形＋れへん」が多用されるようになっている）。ただし「ん」の場合は、「エ段＋ん」を通常の否定に用いることはなく、京都などと同じく不可能表現となる。
  - 例：行けへん - 大阪では「行かぬ」、京都では「行けぬ」の意。「行けん」は大阪でも京都でも「行けぬ」の意。
  - 例：行かれへん - 大阪で「行けぬ」の意。京都では「行けへん」だが、最近は京都でも「行かれへん」を用いる者が増えている。
  - 例：膝は笑えへんやろ - 大阪では「膝は笑わないだろう」、京都では「膝は笑えないだろう」の意。
  - 例：なんで決勝に残れへんねん - 大阪では「なぜ決勝に残らないんだ」、京都では「なぜ決勝に残れないんだ」の意[19]。
- 下一段活用動詞に否定の助動詞「へん」を接続させる場合は「エ段＋へん」で安定しているが、上一段活用動詞に接続させる場合には個人や世代によって複数の形があり、例えば「見る」の否定形には「めーへん」「みえへん」「みーへん」があり、若年層では「みーひん」という形も多い。カ行変格活用動詞とサ行変格活用動詞の場合は「けーへん」と「せーへん」が優勢で、一部では「こえへん」や「しえへん」もあるが、若年層では「きーひん」「こーへん」や「しーひん」が広まっている。21世紀に入り、一段活用・カ行変格活用・サ行変格活用では「みやん」「こやん」「しやん」といった「やん」を用いる否定形も和歌山・奈良方面から広まりつつある。
- 「もうかりまっか」
  - 「儲かりますか」の転。いかにも金に細かい大阪人らしい表現として喧伝され、大阪弁の代名詞ともいうべき有名なフレーズ。しかし、実際には「もうかりまっか」を用いる大阪商人は殆どおらず、「どう（どない）でっか」「負けてはりまっか」「お忙しいでっか」などが一般的な商人の挨拶だったという。「もうかりまっか」の対として知られている「ぼちぼちでんな」（「ぼちぼちですな」の転）は現在も多用される表現であるが[20]、「もうかりまっか」→「ぼちぼちでんな」という挨拶の組み合わせは菊田一夫の小説内で作られたものであり、近年の大阪でこの遣り取りが模倣されるのは関東から見た大阪弁のイメージを逆輸入した結果に過ぎない。大阪市浪速区生まれの放送作家である新野新は「『阪僑』という言葉は、評論家大宅壮一の造語だが、ぼくの推論として、その流れをくむ週刊ジャーナリズムが、昭和20年代の後半に『大阪人は顔を合わせると『もうかりまっか』とあいさつする』と言い出したのではないだろうか」と推察している[21]。

## 船場言葉
船場言葉（せんばことば）は、近世から近代にかけて商都大阪の中心地として栄えた船場の商家で用いられた言葉。豊臣秀吉によって船場の開発が始まってから、江戸時代を経て、明治から昭和中期に至るまでの間に、美しく格式のある大阪商人の言葉として練り上げられ、折り目正しい大阪弁の代表格として意識されていた。大阪弁研究家の前田勇は「大阪弁は庶民的な言語であるというのが通説であるけれども、少なくとも船場言葉にそれは当たらず、船場言葉は、いうべくば貴族的以外の何物でもない。」と評した。
豊臣秀吉が船場を開発した当初は堺から強制移住させられた商人が大半を占めていたが、その後は平野商人や伏見商人らが台頭し、江戸時代中期には近江商人が船場へ進出した。このような経緯から船場言葉は各地の商人の言葉が混ざり合って成立した。商いという職業柄、丁寧かつ上品な言葉遣いが求められたため、京言葉（とりわけ御所言葉）の表現を多く取り入れ、独自のまろやかな語感・表現が発達した。一口に船場言葉といっても、話し相手や状況、業種、役職などによって言葉が細かく分かれていた。暖簾を守る船場商人に限っては、経営者（主人、旦那）一族と従業員（奉公人）の独特の呼称を固定して用いた（後述）。
明治以後、社会情勢の変化と中等・高等教育の普及による標準語化（船場言葉の使用層は裕福な家庭が多く、教育熱が高かった）によって船場言葉は徐々に変化していった。大正以降、大阪では職を求めて他県から多くの流入があったが、移住者は難解な船場言葉に容易に馴染めず、西横堀川以西の下船場（とりわけ阿波座や靭）の商人が用いる端的でスピーディーな商業言葉の影響を受けた。都市の拡大とともにそのような言葉が勢力を伸ばし、郡部の素朴な言葉も入り混じるなか、船場言葉は孤立無援の状態に置かれた。
第一次世界大戦前後から郊外電車が発達し、電鉄会社は沿線開発を進めるとともに郊外生活の快適性を宣伝した。最初は成金や株成金が浜寺や御影に別荘を建て、その後もブームは続き、船場商人はこぞって郊外に別荘を持つようになった（阪神間モダニズム参照）。日が射さず住空間が商空間に圧迫される船場の町家は郊外住宅よりも居住性が低く、やがて郊外の別荘を本宅とする商人が増え、それとともに船場言葉も郊外へ弾き出されて一層変化していくこととなった。この時代の船場商家の生活文化を描写した谷崎の『細雪』には、当時の船場言葉の特徴がよく反映されている（以下はその例）。
- 「あなたの旦那さん、きつときつと無事でお歸りになりますわ（略）」（幸子からシュトルツ夫人への台詞。中巻・四）
  - 幸子は夫または下位者に対しては「あんた」を使用し、ソトの関係の人物に対しては「あなた」を使用している。また、見合いの場などでは「あんさん」という敬称を使用している。
- 「………雪子はをりやつけど、呼んで來まおか」（幸子から富永の叔母への台詞。上巻・二十二）
  - この「お」の付かない「やす」言葉について、前田勇は「これこそ船場特有のもの」と述べている[24]。
- 「今日は雪子ちやんもこいさんもお内にゐてやおまへんか」「さうですか、それであたしも使に來た甲斐がごわしたわ」（どちらも富永の叔母から幸子への台詞。上巻・二十二）
  - 富永の叔母は昔ながらの船場言葉を使用する人物であるが、楳垣実は「これだけの簡単な対話に船場言葉の代表的語法がこれだけ現れていることは、たしかに注目すべきことであって、谷崎氏は確かな資料に基いて書かれたものと信じてよかろう[25]」と評している。

『細雪』で描写されている言葉について、織田作之助は以下のように評している。
船場の歴史・文化に詳しい香村菊雄は、『細雪』で描かれた昭和10年代の船場言葉は様々な方言が混じった「チャンポン船場言葉」であり、あれが正統な船場言葉だと誤解しないようにしなければいけないとしている。「正統な船場言葉」が話されていた時期について香村は、船場に店舗と住居が一緒にあり、雇人と家族とが同じ屋根の下で暮らしていて、大部分の商家が会社にならない個人経営の時代、すなわち産業資本主義が勃興する中でなお商業資本主義が幅をきかし、大阪近郊の郊外電車も発達していない明治末期から大正初期とした。
その後、大阪大空襲や戦後の混乱による旧来住人の離散や、高度経済成長による商習慣の変化、企業の東京移転などが原因となって船場言葉は急速に衰退し、今では上方落語の古典落語などで耳にする他は、団塊の世代以前に生まれた世代の一部の住民にしか船場言葉は残っていない。船場言葉を守り伝えようとする動きもあり、例えば1983年に結成された「なにわことばのつどい」では2000年代時点で約200人の会員が活動していた。2015年度のNHK連続テレビ小説『あさが来た』は明治・大正期の船場商家がモデルになり、松寺千恵美の指導のもと様々な登場人物が船場言葉を使用したが、「おます」や「だす」の多用、「ごりょんさん」ではなく「奥さん」の使用など、船場言葉らしからぬ描写も目立った。

### 特徴
船場言葉について書き記したものには、船場言葉を優雅でやわらかい言葉であったと評するものが多い。その例として、牧村史陽の『大阪弁善哉』に「綺麗で滑らかで、なんとなくまったりした、やわらかく優雅な言葉、幅のある表現のなかに適度にユーモアをたたえた、苦労を知ったうえの気取らなさがあり、そのうえ、うっかりすると聞き逃してしまうかもわからぬような諷刺が、そのなかにそっと包まれていて、それが少しも耳立たない。」とあり、随筆家森田たまによる牧村の『大阪ことば事典』の書評に「まったくびろうどの布の上に玉をすべらせているようだった。なめらかで艶であった。」とある。
そのような印象を与える主因として、子音や接頭辞などを省略せず、聞き手に分かりやすく話すことにある。一般的に大阪弁は他の方言よりも速く話すとされているが、船場言葉は河内弁などと比べて同じ内容の会話であっても言葉数が多く、よって話す速度が遅く、落ち着いた印象や丁寧な印象に繋がる。京言葉との類似性に聞き手が無意識にでも気づいた場合、京言葉のやさしい、やわらかいといった印象も付加される。また、美しいといった印象は無声音の多用による部分が多いと考えられる。
しかし、香村は「船場言葉もびろうどの布の上に玉をすべらせるような、優雅な場合ばかりとは限らず、一度、船場言葉でねっとりと絡まれると、何ともいえぬ、意地悪（いけず）さがぬらりくらりと這い回って、まるで真綿で首というか、くちな（蛇）にじわじわ締め付けられてゆくような恐ろしさがある。それは怒っているときであり、皮肉を言う時である。」とも述べている。以下は、船場の人である香村の母親の会話例である。
へえへえ、わたしらは尋常（小学校）もろくにあがらん無学文盲でごあす。お賢いあんさんみたいなお方はんの、ねき（傍）にも寄られいたしやへん。せえだい（精々）悪口おっしゃっとくれやす。けどなああんさん。親をないがしろにおしやしたら、どないな報いが参じますやら、存じやへんでごあっせ。
鰻谷で生まれ育った香村の妻はこの船場言葉を聞くと、さぶいぼが立つと恐れおののいたという。鰻谷のある島之内は、今は埋め立てられた長堀川を挟んで船場と接する地区である。たった幅20mの川一つが国境でもあるかのように、言葉も違えば気質も風習も違っていた。また、宮本又次によると、船場ことばにも北船場と中船場と南船場とでそれぞれ異なり、淡路町から南久宝寺町あたりまでの中船場の船場ことばが最も代表的といわれる

### 表現
大阪の人間は挨拶代わりに「儲かりまっか」という表現をとる、と云われるが、昔の船場の人々は、絶対にそんな一旗組の、新興商人のような下品な挨拶はしなかった。また、「これ負けてんか」「負けときまひょ」などのズケズケした品のない取引もしなかった。同じことでも「もうちょっと何とかなりまへんか」「さいでごあんなぁ。あとあとのこともごあすし、清水の舞台から飛びおりたつもりで、勉強さしていただきやす」というような、相手を奉った物柔らかい調子であった。
木村元三は、母親の使う船場言葉を聞いて、穏やかで、相手を非難したり、争いをするようなことはひとつもなく、ボキャブラリーが豊かで、言いたいことを過不足なく伝えられて、相手への思いやりがあふれている。語感もすっきりして、言葉としても完成されていた、と回想している。また、「『もうかりまっか』とかいうのが大阪弁の典型みたいにいわれてますけど、大阪の商売人はそんなん使たことないです。他所から来た人が流行らした言葉でしょうな。」と語っており、大阪人は「ごあへん」「ごあっさかい」とか、しゃちこばらず、角のとれた言葉で、しかも十分、礼儀を尽くした言葉を使っていた、と語っている。『大阪人』2001年1月号連載の「大阪ことばを語りつぐ」では、『きつねうどん口伝』の著書を記した松葉家の二代目主人宇佐美辰一氏による丁寧な大阪弁の挨拶が記されている。
宇佐美さんがお店のお勘定場に座っておられた頃、友人とお店できつねうどんをいただいたことがある。先に勘定をすませた友人はもちろん、続いて出ようとする私にも「おおきにありがとうございます。いただきましてございます」と送り出してくださった。今回の取材でもお茶をすすめると「では、頂戴いたします。えらいすみません」。大阪の言葉とは、かくもきっちりとしてきれいなものか、と改めて感心した。言葉は人なり。大阪人の筋の通った生き方や躾を見る思いがした。
よそ行きの言葉と日常の言葉、目下の者、友人同士、奉公人同士など、状況によって表現の使い分けがあった。例えば、子供の場合、自分のことを学校では「ぼく」、家では「わて」と言い、返事も学校では「はい」、家では「へえ」と言った。それは船場だけでなく、船場の周辺部にある島之内や京町堀、江戸堀、靱あたりの商家でも同様であった。親しい者同士の場合は、うんとくだけて河内弁も入り、喧嘩の場合などはドスをきかせるために柄の悪い言葉も出た。一方で、「したろか」「いてこましたろか」「やったるで」などのよく知られる大阪弁は、品のない言葉だからと、たとえ冗談でも使わないように戒められていた。
「お ……やす」のような敬語表現や「すもじ・おすもじ（寿司）」「おだい（大根）」「おみや（足）」のような女房言葉の多用など、船場言葉には京言葉に似ている点が多い。船場商人らが京に憧れて真似た、あるいは京都の娘が多く船場に嫁いできたなどの理由が考えられている。

### 船場言葉の例
参照：
- 敬称
  - 人の名字や名前を、その人に向かって直接呼ぶ時は「さん」をつけることが多く、その人のことを第三者同士が話の中で話し合う時には「はん」をつけることが多い。ただし、人名がイ列・ウ列・オ・ハ行・ンで終わる場合は「はん」とは言いづらく聞きづらいため、必ず「さん」となる。シ・ス・チ・ツで終わる場合は「さん」も言いづらく、小林さん→コバヤッサン、甘粕さん→アマカッサン、野口さん→ノグッツァン、赤松さん→アカマッツァンのように変化する。よって、エノケンとロッパは「エノケンさんとロッパはん」、アチャコとエンタツは「アチャコはんとエンタッつぁん」となり、エノケンはんとロッパはん、アチャコはんとエンタツはんとは呼ばない。
  - 名前だけの時では、丁稚には「吉」がつき、手代小番頭には徳七のように「七（ひち）」がつき、大番頭には「助」がつく。女中はどの家でも「お松」「お竹」「お梅」で、呼ぶ時には「どん（殿）」がつく。丁稚と手代番頭にも「どん」がつく。大番頭には「はん」がつく。ただし、◯吉どん、◯七どん、お松どんは聞きづらく言いづらいため、「◯きっとん」「◯ひっとん」となる。
- 人称代名詞
  - ワテ・アテ・ワタシ・ウチ（私）
    - ワテは男女共に使う。当主は家族の間ではワテであったが、奉公人の前ではワシと言った。若い女の子はウチと言う方が多く、中年になるとワタイとも言った。女はワをアと変化させ、アタシ・アテ・アタイとも言う。中高年の男でワァシを使うこともある。品よく言うときは男女ともにワタシを使う。ワタクシ→ワタシ→ワタイ→ワテと変化したもの。
    - へり下った場合にテマイ（手前）を使うが、必ずその下にトコやドモをつけて、テマイトコ（わが家・わが店）やテマイドモ（われわれ）というふうに使う。

  - アンサン（貴方）
    - 敬称である。男女とも、男にも女にも使う。アナタサン→アンタサン→アンサンと変化したもの。

  - オマハン（お前さん）
    - 目下の者の男女ともに使う。時には「お前」と呼び捨てにすることもある。オマエサン→オマエハン→オマハンと変化したもの。

  - アノオヒト・アノオカタ（あの人）
    - 男女ともに使う。アノオカタは敬語。アノオヒトは敬語ほどではないが、丁寧な言い方。
- ヨソサン・ヨソハン（他人の家）
  - ヨソとは外、他所、遠方などの意で、余所と書く。他人はヨソの人で、サンがつくと他人の家ということになる。
- ゴワス・ゴアス（ございます）
  - 船場独特のややくだけた丁寧語。ゴワスのワは、Wの音がほとんど消えてゴアスと聞こえる。鹿児島弁のゴワスとは異なる。ゴサリマス[要出典]、ゴワリマスと言う人もある。ゴワイヤスと聞こえる人もある。ゴザリマス→ゴワリマス→ゴワイヤス→ゴワス→ゴアスと変化したもの。一般の大阪市民が多用したオマスやダスはあまり用いなかった。
  - 「ございません」に当たる打ち消しはゴワヘン・ゴアヘンで、ゴザリマヘン・ゴザヘンなどと言う人もある。ゴザリマセン→ゴザリマヘン→ゴワリマヘン→ゴワイヤへン→ゴワヘン→ゴアヘンと変化したもの。
- オイデヤス（いらっしゃいませ）
  - オイデヤスはオイデナサレマセがつづまったもの[要出典]。客もゴメンヤス、またはゴメンヤシトクレヤス（御免下さいませ）と至極丁寧に入ってくる。
  - その他、オシヤス（なさいませ）、オイイヤス（おっしゃい）、オオキヤス（おやめなさい）など、ヤスは丁寧な命令語にもなる。オシヤシテ（なさいまして）、オイイヤシテ（おっしゃいまして）、オオキヤシテ（おやめなさいまして）というふうにも、またオシヤシタラ（なさいましたら）、オオイヤシタラ、オオキヤシタラというふうにも使う。
- イタシヤス（いたします）
  - このヤスは、マスからの変化。打ち消しはイタシヤヘン（いたしません）。
- イキハル（行きなさる）
  - イキは行きのことで、ユをイと言うことが多い。ハルはナハル（なさる）である。イキハルよりも丁寧な言い方として、オイキナハルと言うこともある。打ち消しはイキハレヘン（お行きなさらない）。過去形はイキハッタ。その打ち消しはイキハラナンダで、もっと丁寧に言えばイキハリマヘナンダとなる。
- イテテヤナイ（いらっしゃらない）
  - イテテは「居る」を意味するイテルの連用形にテがついたもの。ヤナイはじゃない。イテテヤゴアヘンともイテテヤオマヘンとも言う。テヤはよく使う。タベテヤナイ、コウテ（買って）ヤナイなど。江戸時代に多用された「てや敬語」の名残。
- サイデ（左様で）
  - サイデゴワス（さようでございます）、サイデゴワッカ（さようでございますか）、サイデゴワッカイナ（さようでございますか、それはそれは）、サイデゴワストモ（さようでございますとも）となる。打ち消しとなる場合はサイデを使わず、ソヤゴワヘン（そうではございません）、ソヤゴワヘンカ（そうではございませんか）となる。
- イテサンジマス（行って参ります）
  - 使いなどで家を出る時、学校へ行く時などの挨拶。イテキマスでは叱られる。「参じ」は馳せ参じの参じである。帰宅した時はイテサンジマシタと挨拶する。
- オハヨウオカイリ（お早くお帰りなさい）
  - 奉公人が主人方を送り出す時はオハヨウオカイリヤスという。オカイリとリを上げる場合もある。物見遊山などに行く時には、ゴユルリトということもある。そうして出て行くのはオデマシという。
- オハヨウサン（お早うございます）
  - オハヨウサンデゴワスと挨拶する人もある。解釈としては「朝のお天道さまがお出ましになりましてござります」ということになる。
- ゴメンヤス（ごめん下さい・さようなら）
  - 他家に入る場合に使うが、また他家を出る時にも使う。サイナラは子供に多い。お家さんや御寮さんたちは、ゴメンヤシトクレヤス（ごめんなされて下さいませ）と丁寧にいう。主客男同士の場合で同格なら、ゴメンとも、ゴメンヲとも簡易に交わす。
- ダイジナイ（かまわない、別条ない）
  - 「大事ない」である。かまわない。丁寧にいうと、ダイジョゴアヘン。簡単にいうとダンナイになる。
- カシコマリマシタ（畏まりました）
  - 承知いたしましたという意に使う。
- そやし、あかんし、ええし
  - 明治末から、親しい女の子同士が話す時に終助詞「わ」を「し」に変化させて言った。遊女の言葉に由来するとして、年寄りなどはこの表現を厳しく禁じていた[44]。
- その他　
  - 「来やはった」のように「や」を入れるのは行儀の悪い言葉とされた。
  - こおと（「はんなり」の対。「高等」から。「地味」ではなく「シックな」という意味がある。微妙なニュアンスを伝える大阪の言葉は商家のなかで厳しく選別されており、「派手」「はんなり」「こおと」「地味」と使い分けた。「派手」は否定的に使われ、成金ではしたないものと見られていた。「はんなり」は「花なり」と「ほんのり」が結び付いたような言葉で、上品な柔らかなイメージが好まれた。）

#### 家族の者の呼び方
- だんさん
  - 当主、御主人。「旦那様」が変化したもの。
- おやだんさん
  - 当主の父。当主に家督を譲り隠居している者もあれば、なお営業にくちばしを入れたりする者もある。
- ごりょんさん
  - 御寮人様。当主の妻。ゴリョウニンサマのニが消え、サマがサンになり、ゴリョンサンとなった。単なる主婦でなく、親類縁者との付き合い、分家、別家への配慮は勿論、雇人に対しても身の回りのこと、食事、相談ごとなどの面倒をみたり、それらの親元との連絡をとったり、ダンサンとのパイプ役になったりした。また、金庫や蔵の鍵を全て預かっているのも御寮人さんである。とにかく船場の御寮人さんというのは、店と家族を引っくるめての総支配人である。
  - 京都の公家言葉で未婚の部屋（寮）住の娘を「御寮人」といい、「御料人」とも書く。それが他家へ嫁ぐ際には、身の回りの世話をさせるために日頃使っていた女中を何人か一緒に連れて行く。その女中達が実家にいた時と同じように「ご寮人さま」と呼んだので、いつしか妻女をそう呼ぶようになった。船場ではそれを真似たものである。
- おえさん
  - 御家様。オイエサマのイエがエとつづまった。元は御寮人さんであったものが、息子が当主になり、息子の嫁が御寮人さんになるのに合わせて、格上げされたものである。オエサンという言葉の響きは年寄り臭く、老女を思わせるものがあるので、これを嫌って相変わらず御寮人さんと呼ばせて、息子の嫁をワカゴリョンサン（若御寮人さん）と呼ばせている家もあった。
- おこひっつぁん
  - 「御後室様」に由来する言葉。公家や武家における未亡人の意であるが、船場では由緒ある大町人のお家さんで、つれあいの亡くなった人をそう呼んだ。
- ぼんぼん
  - 男の子一般を呼ぶ言葉。坊ん坊ん。家庭内では雇人たちが、家庭外では他家の息子のことを呼び、家族の者はそう呼ばない。ボンサンとも呼ぶ。兄弟の多い時には上がアニボンサンで、中をナカボンサン、下がコボンサンで、まだ下があれば、4人目からは名前の下にボンサンをつける。
- いとさん
  - 女の子一般を呼ぶ言葉。「いとしい」または「いとけない」に由来するものと思われる。トオサンとも呼ぶが、これはイトサンのイが消えてトが伸ばされたものとされる。俗にイトハンという言い方があるが、第三者同士で話す場合はそれで良いが、直接、またはその家族に話す場合は、ハンではなくサンでなければならない。ハンは慣れなれしい呼び方で、人を見下げたようなニュアンスを含むため、昔は他人にイトハンなどと呼び掛けられると返事もしない娘もあった。ゴリョンハンにも同じことがいえる。
  - 上をアネイトサン、中をナカイトサン、下はコイトサンまたはコイサンと呼ぶ。これは雇人または他人が呼ぶ場合で、両親が呼ぶ場合は、めいめい名前で呼び、姉妹同士で呼ぶ時は、上をネエサンまたはネエチャン、中をナカンサン（ナカアネサンのつづまったもので、さらにナカサンになる）、ナカンチャン、下はコイサンまたはコイチャン、または名前で呼ぶ。
- こどもし・こどもっさん
  - お子たち・お子たちさんの意で、他家の子供たちに対して使う。「子供衆」のつづまったもの。衆を「し」とつづめるのは「ええ衆」を「ええし」などと言うのと同様である。
- おなごし・おなごっさん
  - 女中。「女子衆」のつづまったもの。他家の女中には「さん」をつける。上女中（小間使い）・下女中（下働き）の女中共にいう。よその女中には「さん」をつける。女中を呼ぶ時は、その本名を呼ばず、松竹梅からとって「お松とん」「お竹どん」「お梅どん」と名付ける。「お松とん」が辞めて代わりが来ると「お松とん」を継ぐ。4人以上になると、御寮人さんが呼びやすい名前を付ける（例：お花どん）。女中には上女中（小間使）と下女中（下働き）があるが、互いに両方の用事をする。上女中には古参の女が多い。
- おとこし・おとこっさん
  - 下男。「男衆」のつづまったもの。中年以上が多く、おなごしと夫婦の場合もある。庭掃除、米ふみ、薪割り、重い物の持ち運び、高い所の作業、風呂の水汲みなど力仕事に従う。おおむね家族の用を務めるが、店舗が忙しい時、店舗を手伝うこともある。人力車のある家では車夫がこれを兼ねる時もある。番頭より古参者もいて奉公人にはうるさい存在でもある。奥向きの内密な用事をつとめることもあり、「はん」づけで呼ばれる者もある。
- おんば・おんばはん
  - 乳母。河内出身の人が多かった。子供が乳離れすると帰る者もあり、成長後もおなごしとして居着く者もある。

### 船場言葉の会話例
出典：
- だんさん（A）と御寮人さん（B）の会話
  - B:あのう、あんさん。
  - A:何だす？
  - B:こないだから申し上げようと存じてやしたんでごあっけど、女子衆のお竹の親が参じやして、えろうええ縁談がごあすのやそうで。
  - A:へええ。
  - B:ほいでまあ、この月限りでおひまを頂戴したいと申してまいりやしたんでごあっけど。
  - A:そらめでたいこっちゃおまへんか。そや、お竹ももう二十一。年頃やさかいな。

- 御寮人さん同士（A,B）の会話
  - A:おうちさん、どなたはんもお変わりござりまへんか。
  - B:へえ、大きにありがとうさんでござります。まあ、昨年の暮れに、わたしが風邪で、二、三日寝みやしたぐらいで、みな息災にいたしておりやす。
  - A:そら何より結構でごあんがな。わたしとこでは、隠居が神経痛で寝込んでしまいなはるし、つれあいの持病の喘息がまたまたぶり返してまいりやすし、そんな最中に、子供が二階の段梯子から落ちやして、怪我をするやら骨を折るやらで、ほんまに泣き面に蜂でごあしたわ。
  - B:へええ、そらまあえらいことでごあしたなあ、ちょっとも存じまへえで、えらい鈍なことでごあしたわ。ちょっとお電話いただきやしたら、女子衆でもお手伝いに上がらせやしたのに。
  - A:めっそうなことを、あんさん。あんまり悪いことが重なりやっさかい、これも日頃の信心が足らんとのおさとしやと存じやしてな、あとで気がつくテンカン病みで、これから天満の天神さんへお参りやして、おわびしてまいりやひょ思てやんねん。
  - B:そらまあ、お草臥れの出やへんように。

- 御寮人さん（A）といとさん（B）
  - A:こいさん。あんた、こないだ順慶町の叔母ちゃんの持って来ておくなはったお写真のお人、どない思もてはりますねん。
  - B:どないも思てしまへん。うちあないな熊襲の子孫みたいなお顔の人、見ただけで怖おますねん。
  - A:けったいなお子やなあ、あんたいうたら。ああいうお顔こそ、ほんまに男らしいお顔いいますねんがな。ああいうお方は、見たところ、えろう怖そうやけど、シンはやさしいお人や思いまっけどなあ。（中略）
  - B:ほな、お母ちゃんがお嫁に行きはったらよろしごあんのに。

- 出入りの番頭（A）といとさん（B）
  - A:こないなお柄は、どないでっしゃろ。柄といい色合いといい、最新流行でごさりまっせ。
  - B:へええ、流行か知りまへんけど、うちこんな柄いややわ。どこへ行ても、誰でも着てはりまんがな。
  - A:そら流行りでごあっさかい……さいでっか。ほな、これはどないでごあっしゃろ。古代紫の地ィに、菊の花模様が抜いてごあんねん。とうさんは、とうないお色がお白ごあっしよって、紫はどだいようおうつりでごあっせ。
  - B:そうでんなあ、けど、何やこうとでんなあ。もっとはんなりしたんやないと……今どきこんな古くさい、御殿女中さんの着はるような柄、誰あれも着てはれしまへんわ。
  - A:弱りやしたなあ。どなたでもお召しになってたらおいや。どなたもお召しやなかったらまたおいや。ほないったいどんな柄がよろしござりますねん。
  - B:長年出入りしてはって、そんなことぐらいわかりやへんの？ やっぱりおうちの若い番頭はんやごあへんとあきやへんわなあ。

- 谷崎の『細雪』執筆当時を語る菊原初子の会話[46]
  - 松子奥さんとせんど（長時間）お話ししている間、谷崎先生は隣の部屋の戸のネキ（傍）でずっとお聞きになっておいでやしたそうで。あとから知って、そうでっか、そないしてお勉強おしてやしたんでっか。それできれいな船場ことばを上手に使うておいやすのんでんなあ。

## しゃれ言葉
大阪では様々な駄洒落言葉が発達した。近世大坂は、「諸色値段相場の元方」である堂島米市場、天満青物市場、雑喉場魚市場の三大市場を擁し、全国の物資・物流の集散地であった。中之島には諸藩の蔵屋敷が並び、「出船千艘・入船千艘」の活況を呈した。こうしてヒト・モノ・カネ・情報が集積する大坂は一大商都であり、商行為にはコミュニケーションが必須であった。
とはいえ、己の利益をただ露骨に表明するだけでは、顧客の心を掴むことはできない。一方、甘言を弄して顧客に媚びるだけではかえって警戒されるし、仮にうまく成約にこぎつけても、すぐに飽きられてしまう。そこで、相手の気を逸らさないようにしつつ、同時に己の相応の利も確保するという巧みな会話力が必要とされた。その際に威力を発揮したのが「しゃれ言葉」であった。依頼・勧誘・哀願・保留・交渉・譲歩・提案・謝絶・皮肉・揶揄・賞讃などを、しゃれを介して柔らかく朗らかに、しかし芯をぶらすことなく、相手に伝えたのである。
大阪の洒落言葉はみな江戸時代のもので、やはり元禄以後、文化の華やかな時、芝居町や遊里に発達したものと思われる。そして俄師や、幇間などの口から出たものが世間に流行したという。化政期といわれる文化文政時代は、江戸時代の爛熟期で、いわゆるエロ・グロ・ナンセンス時代だった。それが天保を経て、幕末から明治へかけての100年近い間、大阪の人々は生活のユーモアとして愛し、親しんだ。その伝播の一役を買ったのが、これらの言葉を集めた一枚ずりの出版であった。「かわりもんく新板すいこと葉」という一枚ずりは、松屋町の出版屋から出てよく売れたという。
谷崎潤一郎はこうした表現を以下のように述べている
……大阪語には言葉と言葉との間に、此方が推量で情味を酌み取らなければならない隙間がある。
……腹の中では油斷なく珠算盤を取りながら、どんな時にも露骨には云はない。それでゐて借金の斷り、催促、その他義理の惡いやうなこと、厚かましいこと、貧乏なことをそれとは云はずに知らせること、相手に恥を掻かせないやうにして蟲のよすぎることを諷すること、肯定するやうにして否定すること、前提だけ云つて結論を言外に示すこと等、まるで謎をかけるやうな遠廻しな云ひ方で、何處までも禮儀を失はずに體裁よく防禦し、或ひは攻撃し、それで目的を達するのだから恐ろしい。—谷崎潤一郎『私の見た大阪及び大阪人』
しゃれ言葉は人々の日常会話の中で不断に生み出され、多くの人々の共感を得た秀作は残り、意味がとりにくいものや面白みに欠けるものは時代の波に洗われて消えていった。以下に実例を例示する。
- 白犬のおいど：面白い（←尾も白い）
- 黒犬のおいど：面白うない（←尾も白うない）
- 牛のおいど：物知り（←モーの尻）
- うどん屋の釜：言うばかり（←湯ぅばかり）
- 雪隠場の火事：やけくそ（←焼け糞）
- 五合とっくり：一生つまらん（←一升詰まらぬ）
- 蟻が十匹、猿が五匹：ありがとうござる（←蟻が十、五猿）
- 夜明けの行灯：薄ぼんやり
- やもめの行水：勝手に言うとれ（←勝手に湯ぅ取れ）
- 妹の嫁入り：値段の相談（←姉と相談）
- 蛸の天麩羅：揚げ足をとる
- 竹屋の火事：ポンポン言う
- 酢屋の看板：上手（上酢）
- 鰯煮た鍋：（男女が）くさい仲である・どうも臭う
- ちびた鋸：（仲が）切っても切れない
- 春の夕暮れ：ケチ（←くれそうでくれん）
- 赤子の行水：金足らいで泣いている（←金盥で泣いている）
- 狐のやいと：困窮している（←コン灸）
- 馬のやいと：貧窮している（←ヒン灸）
- 無地の羽織：一文なし（←一紋なし）

## 役割語としての大阪弁
漫画やドラマなどのフィクションの世界において、大阪弁および関西弁は一定のステレオタイプを伴う役割語として描かれることがある。「役割語」の提唱者である金水敏は、大阪弁を話す登場人物がいたらほぼ間違いなく、以下のステレオタイプを1つか2つ以上持っていると述べている。また、ステレオタイプな役割語は表現者の意図した、あるいは意図しない偏見・差別意識を伝える場合があると指摘している。
1. 冗談好き、笑わせ好き、おしゃべり好き
2. けち、守銭奴、拝金主義者
3. 食通、食いしん坊
4. 派手好き
5. 好色、下品
6. ど根性（逆境に強く、エネルギッシュにそれを乗り越えていく）
  - なお、大阪では本来、「ど根性」とは悪い根性を意味する語であった[51]。本来の大阪弁で現在の「ど根性」のニュアンスに近い語は「土性骨」である[52]。
7. やくざ、暴力団、恐い

2から6はいずれも、直感的・現実的な快楽や欲望をなりふり構わず肯定、追求しようとする性質と結びついている。それは周囲の常識人から顰蹙を買い、嘲笑や軽蔑の対象となるが、一方で1と結びついて愛すべき道化役となり、また偽善・権威・理想・規範といった縛りを笑い飛ばす役回りにもなる。すなわち、ステレオタイプな大阪人・関西人はトリックスターの役どころを与えられていると金水は指摘する。
1から6のステレオタイプは、江戸時代後期には既に相当完成されていたとされる。江戸時代、上方では現実的で経済性を重んじる気風があり、また商交渉を円滑にするため饒舌が歓迎されていたと考えられる。これは禁欲主義・理想主義・行動主義的で寡黙な人格が好まれる江戸とは対照的であった。特に商都大坂から江戸へ金儲けにやってくる上方商人達の姿は「宵越しの銭は持たない」江戸っ子にとって強く印象的だったろうと考えられる。また上方の人形浄瑠璃の芸風もステレオタイプの形成に影響を与えたと考えられる。十返舎一九『東海道中膝栗毛』に登場する喜多八の「惣体上方ものはあたじけねへ。気のしれたべらぼうどもだ」という台詞は当時の江戸から見た上方者のイメージの例と言えよう。
近代になると、大阪ではエンタツ・アチャコを中心に漫才が急速に発展し、ラジオを通じて日本全国で人気を博した。また戦後のテレビにおいても『番頭はんと丁稚どん』や『てなもんや三度笠』などの上方喜劇番組が盛んに放送された。こうしたマスメディアでの発信は大阪弁・関西弁の浸透を日本全国に促すとともに、「関西人＝お笑い」が固定化されていったと考えられる。またこの同時期には菊田一夫の戯曲『がめつい奴』や花登筺の「根性もの」がブームとなり、「関西人＝どケチ・ど根性」が固定化されていったと考えられる。中井精一は「大阪弁は面白く、大阪はお笑いだ。このイメージは、80年代の漫才ブームが火付け役になり、90年代になって一般に普及していった。これは見方を変えると、90年以降、バブルがはじけて多くの中小企業が倒産し、大阪の凋落が決定的になったことと同一線上で語られる現象で、成功者が激減した大阪は『ど根性』から『どあほう』の街へ全国の人々のイメージを変容させたとも言えそうである」と記述している。
最後の7は戦後になって形成された、比較的新しいステレオタイプである。江戸時代・明治時代においては、べらんめえ口調で喧嘩っ早い江戸っ子に比べて、上方者は気が長く柔弱であるとされていた。泉鏡花が「草雙紙に現れたる江戸の女の性格」で同様に評している。福澤諭吉は「元来大阪の町人は極めて臆病だ。江戸で喧嘩をすると野次馬が出て来て滅茶苦茶にしてしまうが、大阪では野次馬はとても出てこない。」と福翁自伝にて述べている。
関西の言葉について、谷崎潤一郎は、1932年（昭和7年）に随筆「私の見た大阪及び大阪人」にて、「関西の婦人は凡べてそういう風に、言葉数少く、婉曲に心持を表現する。それが東京に比べて品よくも聞え、非常に色気がある。（中略）猥談などをしても、上方の女はそれを品よくほのめかしていう術を知っている。東京語だとどうしても露骨になる。」と記している。織田作之助は1947年（昭和22年）「大阪の可能性」において「私はかねがね思うのだが、大阪弁ほど文章に書きにくい言葉はない。」とし、「大阪弁というものは語り物的に饒舌にそのねちねちした特色も発揮するが、やはり瞬間瞬間の感覚的な表現を、その人物の動きと共にとらえた方が、大阪弁らしい感覚が出るのではなかろうか。大阪弁は、独自的に一人で喋っているのを聴いていると案外つまらないが、二人乃至三人の会話のやりとりになると、感覚的に心理的に飛躍して行く面白さが急に発揮されるのは、私たちが日常経験している通りである。」と評している。
「関西人＝暴力的」のイメージは、1950年代から1970年代にかけて、今東光の「河内もの」、『極道シリーズ』に代表される関西が舞台のやくざ映画、『嗚呼!!花の応援団』や『じゃりン子チエ』のようなエネルギッシュな漫画作品の流行などによって形成されたと考えられる。その後、1980年代には映画さながらの抗争事件やグリコ・森永事件などの凶悪犯罪が関西で多発し、新聞やワイドショーを連日賑わせるなかで「関西＝恐い」のイメージがあおり立てられた。
これらの印象付けを木津川計は「マスコミでは、ふだん、大阪のことは全国記事になりにくいのに、暴力団の抗争や警官不祥事などというとすぐに大きい扱いとなる。これでは大阪の印象は良くならない」「イメージのひとり歩きが『文化テロル』に繋がる」と指摘している。また、関西大学副学長の黒田勇もスポーツ紙から次第に一般化したと、役割語としての関西弁の広がりを指摘する。大阪を取り上げる在京マスコミの姿勢がそもそも、「あくまで関東人にとってのステレオタイプの大阪」しか求めようとしないという指摘もある。

## 例文
- 設定した文を近畿各地の方言に訳してまとめた『近畿方言の総合的研究』の「近畿方言文例抄」から、旧摂津国の範囲の方言を抜粋する[64]。なお、この項目での「摂津」は狭義の摂津方言を指す。
  - 雨が降っているから、傘を差していきなさいよ
    - 摂津：アメ（ガ）　フッテ（イ）ル　ヨッテ（ニ）／サカイニ、カサ（オ）　サシテ　イキー／イキ（ナハレ）　ヤ／ナ
    - 能勢：アメ　フットル　サカイ、カサ　サシテ　イキ／イキナハレ　ヨ
    - 三島：アメ（ガ）　フッタール／フッテル　サカイ（ニ）、カサ　サシテ／サヒテ　イキ　ヤ
    - 神戸：アメ　フリヨル　サカイ、カサ　サシテ　イキヨ

  - おはようございます。さあお上がりくださいませ。皆様が待っていらっしゃいますから
    - 摂津：オハヨーサンデス／オハヨーサン。サー　アガットク（レ）ナハレ／オアガンナハッテ。ミナサンガ／ドナタハンモ　マッテハリマッセ／マッテハリマスヨッテ
    - 能勢：オハヨーオス／オハヨーゴザイマス。サー　アガットクナハレ／アガッテクナハレ。ミナハン／ミンナ　マッタハリマッセ／マッタハリマッサカイ
    - 三島：オハヨーサンデス／オハヨーゴザイマス。サー　アガットクナハレ／アガットクナーレ。ミ（ン）ナ／ミナハン　マッテテクレタハリマスネン／マッターリマ
    - 神戸：オハヨーサンデス。マー　アガットクンナハレ。ミナサンガ　マットッテデッサカイ

  - 赤ん坊を寝させるのだから、静かにしていなければいけないよ
    - 摂津：ヤヤコ／アカンボー　ネヤセルヨッテ／ネサセンナンサカイ、シズカニ／オトナシー　セント／シテオカント　アカンデ（ー）
    - 能勢：ヤヤコ／アカチャン　ネサスネンサカイ／ネヤスノヤサカイ、シズカニ　シテナ／シトラナ　アカンデー／イカンデ
    - 三島：ヤーコオ　ネヤスサカイ／ネサセルサカイ、シズカニ／オトナシー　シテ（ヤ）ナ　イカンデ／アカンデ
    - 神戸：アカンボー　ネサセンネヤカラ、シズカニ　シトラナ　アカンデー

- 1990年に記録された、明治44年生まれの大阪市生野区の女性（船場南久宝寺町出身）と調査者（岸江信介）のやりとり[65]。（）は調査者の発言。なお、読みやすさのため、カタカナ表記をひらがな表記に、アクセント記号「」を[]に改め、共通語訳を加えた。
（オワタリというのはどういう事?）
おわたりわ[ね]ー、
お渡りはねー
そ[こ]の[うじがみさんの[ね、
そこの氏神さんのね、
あのー [ま、
あのー ま、
わたしらー あの [なんばじ]んじゃいー]まして ね あのーいまー[ま]ーまだ[のこってますけ]ど みどー[す]じに なんばじ]んじゃゆーの]が [のこってますけ]ど [その]おまつりの[ひ]ーが、
私らー あの 難波神社といいまして ね あのー今まあまだ残っていますけど 御堂筋に 難波神社というのが 残っていますけど そのお祭りの日が、
あのー[に]じゅー は[つか に]じゅー い[ち]とあります]ねん[な、
あのー二十 二十日 二十一とあるんですよね、
[ひち]がつのそーと その よ[み]やの ひ]ー[に、
七月の その 宵宮の日に、
あの[ほんまつりのひ]ーか あの [あれお[ね、
あの本祭りの日か あの あれをね、
ちょ[ー]ないから み]な[ね、
町内から 皆ね、
おちご[さん]も だし[ます]し そして あの まー おうち[の] おかた[が、
お稚児さんも 出しますし そして あの まあ お家の お方が、
おやくあのーお[せ]わ[したはる]おか[た]やら [じゅんばんに]ま]た[ではる]おう[ち]もありますちゃんと [い]み[た]だして そら も]んつき[はか]まで[ね、
お役 あのーお世話しておられるお方やら 順番にまた出られるお家もあります ちゃんと 意味を正して そりゃ 紋付袴でね、
それ ついて[いきはります]ね ほんで [その か]みさん[が、
それ ついて行かれるんです それで その 神さんが、
あの こ]しに[の]って [そして、
あの 輿に乗って そして、
あのあのー [なん]ちゅーねん[な]ー あの [む]この えー おた[び]しょゆー]のがありまして そ[こ][え あの [いかれます]ねん [そのぎょーれつお、
あのあのー 何と言うのかなー あの 向こうの えー 御旅所というのがありまして そこへ あの 行かれるんです その行列を、
そのーおみやさんから ずーっ[と、
そのーお宮さんから ずーっと、
[ぎょーれつし]て[いきはります ほて ちょ[ー]ないに[よ]ったら おちご[さん]だしはる[と]こもあれ]ば [そーゆ]ーなこ]とでまた [い]っしょー[け]んめー [い]っしょー[け]んめー[み]たもんです [ゆ]ーちょーな[も]ん[で]して
行列していかれます そして 町内によったら お稚児さんを出されるところもあれば そういうようなことでまた 一生懸命 一生懸命見たものです 悠長なものでして
（そういうのが今は全然なくなってますね）
ありませ[ん ありませ[ん もー ぜん[ぜん、
ありません ありません もう 全然、
[そーでし]てん まー そ[れ]ぞれの[ね、
そうだったんです まあ それぞれのね、
あのーおみやさん[の、
あのーお宮さんの、
[その]おわた[り]わあるそ[れ]ぞれでっ[せ、
そのお渡りはある それぞれですよ、
ある[と]こもない[と]こもありまし]たやよってに[ね
あるところもないところもありましたからね
（やはり船場）
まーやっ[ぱ]しあた[し]らー [そーゆーこ]とやっぱ [なつか]し[な]と [お]もて いま[で]も[おもてます]けど[ね、
まあやっぱり私らー そういうことやっぱり 懐かしいなと 思って 今でも思っていますけどね、
[もー おそ]らくわたしが[しまい]でしょ
もう 恐らく私が最後でしょ